# تکمه (کالبدشناسی)

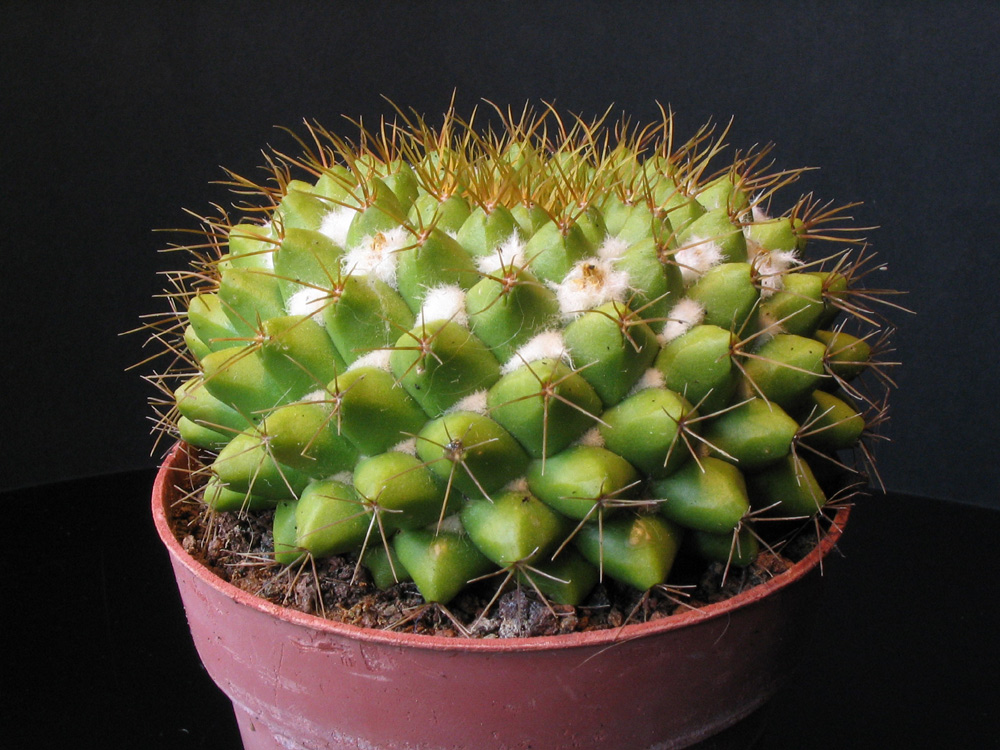
این نما از کاکتوس Mammillaria marksiana، که الگوی تکمه‌های برجسته‌اش را نشان می دهد. از نوک هر تکمه یک خار بیرون زده.

در آناتومی، تکمه (به انگلیسی: Tubercle) (لاتین "برآمدگی")، هر نوع گرهک گرد، برآمدگی کوچک، یا زگیل مانند است که به صورت رشد کرده روی اعضای خارجی یا داخلی گیاهان و جانوران یافت می شود .